# FK Voždovac Beograd
Fudbalski klub Voždovac (srpski: Фудбалски клуб Вождовац) nogometni je klub iz Voždovca, Beograd, Republika Srbija. 
 
U sezoni 2025./26. nastupa u Prvoj ligi Srbije. 

## O klubu
Dana 13. studenog 1912. osnovan je Dušanovac. Dobio je ime po istoimenom beogradskom predgrađu. Obnovljen je 1919., nakon Prvog svjetskog rata. Godine 1925. imao je diletantsku, nogometnu, plivačku, šahovsku, tamburašku i veslačku sekciju. Klupske boje 1932. bile su bijela i crna, a klupska adresa Ljube Nedića 10.
Godine 1929. osnovan je Voždovački SK. Klupska boja 1932. bila je bijela, a klupska adresa Vojvode Stepe 133.
Dušanovac 1953. mijenja ime u Sloboda.
Voždovački 1964. osvaja Srpsku republičku ligu – Sjever i ostvaruje plasman u Drugu saveznu ligu u kojoj igra do 1973. godine, kada se spaja sa "Slobodom", te klub otad ima naziv FK Voždovac.
Klub više desetljeća nastupa u nižim ligama SFRJ i SRJ (Srbije i Crne Gore). 2004. godine osvaja Srpsku ligu Beograd i ostvaruje plasman u Prvu ligu Srbije. Godine 2005. klub se spaja sa "Železnikom" te preuzima njegovo mjesto u prvoj ligi, 
te 2006. godine osvaja treće mjesto u posljednjem prvenstvu Srbije i Crne Gore. 
2007. godine ispada iz Superlige Srbije, te do 2012. godine igra u Prvoj ligi Srbije i Srpskoj ligi Beograd, a od 2013. ponovno u Superligi.

## Uspjesi
Prva liga Srbije i Crne Gore
- 3. mjesto: 2005./06.

Republička liga Srbije
- prvak: 1963./64.

Srpska liga Beograd
- prvak: 2003./04., 2011./12.

II. liga Beogradskog podsaveza
- prvak: 1933./34.

III. Beogradska liga
- prvak: 1948./49.

Kup Beogradskog saveza
- pobjednik: 1975.

## Poveznice
- (srp.) službene stranice
- srbijasport.net, FK Voždovac, profil kluba
- FK Železnik Beograd